# Droga krajowa N21 (Ukraina)
Droga krajowa N21 (ukr. Автошлях Н 21) – droga krajowa na Ukrainie. Rozpoczyna się w Starobielsku, następnie biegnie na południowy zachód przez Nowoajdar, Ługańsk, Chrustalnyj, Szachtarsk, Charcyzk, Makiejewkę, Śnieżne i kończy się w Doniecku. Droga ma 206,8 km i przechodzi przez 2 obwody: ługański oraz doniecki.